# オルディネス
『オルディネス』 (Aldynes) は、1991年にハドソンが日本国にて発売したPCエンジンスーパーグラフィックス用の横スクロールシューティングゲーム。
西暦2020年を舞台に主人公「ヒロコ=A=FOX」が搭乗する自機「SDE-201 オルディネス」を操作し、宇宙から襲来した未知の侵略者から地球を救出する事、また侵略者に殺害された恋人の敵を討つ事を目的としている。
開発はアイレムにてR-TYPEを企画した今田真二が設立したPRODUCE!が行い『R-TYPE外伝』として当初は開発されていた。

## ゲーム内容
全7ステージ構成で、アイテムを取得する事で自機をパワーアップさせながらステージを攻略していくオーソドックスなタイプのシューティングゲームとなっている。
基本性能を強化するスピードアップとパワーアップに加えショット変更アイテム、4つまで装備できるオプション「シャトル」が存在し、前方に防御膜「レイ・シールド」を展開する事も可能となっている。
シャトルは敵弾を防ぐ特性を持ち、マニュアル、オート、シャトル・ローリングに切り替えが可能となっている。

## ストーリー
西暦2020年、宇宙から襲来した未知の侵略者に対し国際連盟はNASA-X計画を発動。NASAコスモスセンターに最新鋭戦闘機「SWA-402 オルテガ」を開発させて反撃を試みたが、オルテガ部隊はあえなく全滅。この戦いで恋人を失ったヒロコ=A=FOXは、NASAが開発途中で「パンドラの箱」と呼ばれる格納庫に封印した万能型強襲戦闘機「SDE-201 オルディネス」を発見する。オルディネスは従来機の航空機関砲に相当するエネルギーバルカンを始めとして、集束レーザー、屈折偏向レーザー、拡散レーザー、ワイドレーザーといった宇宙空間での戦闘を前提とした多数のレーザー兵器を装備するだけではなく、攻防一体のバリア「レイ・シールド」や「シャトル」と呼ばれる多機能オプションを装備する、正に超兵器と言うべき機体であった。彼女はオルディネスに搭乗し、恋人の敵を撃つべく異星人に戦いを挑む。

## 移植版
| No. | タイトル     | 発売日        | 対応機種                                                    | 開発元 | 発売元   | メディア                                | 型式 | 備考 |
| --- | ------------ | ------------- | ----------------------------------------------------------- | ------ | -------- | --------------------------------------- | ---- | ---- |
| 1   | オルディネス | 2011年2月16日 | PlayStation 3 PlayStation Portable (PlayStation Network)    |        | ハドソン | ダウンロード （PCエンジンアーカイブス） | -    |      |
| 2   | オルディネス | 2020年3月19日 | PCエンジン mini TurboGrafx-16 mini PC Engine CoreGrafx mini |        | KDE      | プリインストール                        | -    |      |

## スタッフ
- directed：KYON KYON
- art director：H.HARADA
- programmer：B.HANAWA
- design：J.KUSAKA
- decorator：T.SUZUKI
- edited：M.SAKAI
- music:K.HOSHI
- advisor：M.UEYAMA
- publicist：M.KADOWAKI
- trainer：H.OHTA
- production：M.KOBAYASHI
- sound director：T.TAKIMOTO
- casting：E.AOYAMA

## 評価
- ゲーム誌『ファミコン通信』の「クロスレビュー」では合計で25点（満40点）[5]、『マル勝PCエンジン』では6・7・7・7の合計27点（満40点）、『PC Engine FAN』の読者投票による「ゲーム通信簿」での評価は以下の通りとなっており、19.56点（満30点）となっている[1]。また、この得点はPCエンジン全ソフトの中で360位（485本中、1993年時点）となっている[1]。同雑誌1993年10月号特別付録の「PCエンジンオールカタログ'93」では、「最大の特徴は巨大な敵キャラがチラつかずに動くことで、さすがSG専用だといえる」と称賛された[1]。

| 項目 | キャラクタ | 音楽 | 操作性 | 熱中度 | お買得度 | オリジナリティ | 総合  |
| 得点 | 3.33       | 3.47 | 3.37   | 3.47   | 2.93     | 3.00           | 19.56 |

- ゲーム誌『月刊PCエンジン』では90・85・85・85・85の平均86点（満100点）[6]。レビュアーは重厚感のあるシューティングで容量8MのPCESG用ならではのキャラクターデザインや派手さ、大きなキャラの動きや仕掛けや奥行さといったグラフィックが凄い、渋い雰囲気を醸し出してよくある軽いノリとは違うとする意気込みが感じられる、オプションがユニーク、横スクロールだが3Dのような攻撃もあり結構斬新な印象とし、難易度は高く初心者には手も足も出せないとした[6]。FROM MAKER SIDEの欄で初心者を考慮しなかったわけではないがSG用ゲームとして制作したらこうなったが、それを言われるほどの出来だとするメーカー側のコメントがある[6]。

- ゲーム本『懐かしゲーム機大百科 PCエンジン完全ガイド 1987-1999』では、緻密なグラフィックやスムーズに動く巨大キャラクターなどに関して「SGの描画能力を最大限に活かしている」と指摘し、またオプションをオートかマニュアルで選択できるなど独自要素が盛り込まれている点などが好意的に解釈されたが、難易度に関しては「敵の出現位置や攻撃がいやらしく初見殺しが満載」、「パターン化して覚えないと太刀打ちできないほど難度が高い」と否定的に評価した[3]。